# Kanton Le Neubourg
Kanton Le Neubourg (fr. Canton du Neubourg) je francouzský kanton v departementu Eure v regionu Horní Normandie. Skládá se z 24 obcí.

## Obce kantonu
- Bérengeville-la-Campagne
- Canappeville
- Cesseville
- Crestot
- Criquebeuf-la-Campagne
- Crosville-la-Vieille
- Daubeuf-la-Campagne
- Écauville
- Ecquetot
- Épégard
- Épreville-près-le-Neubourg
- Feuguerolles
- Hectomare
- Houetteville
- Iville
- Marbeuf
- Le Neubourg
- Saint-Aubin-d'Écrosville
- Le Tremblay-Omonville
- Le Troncq
- Venon
- Villettes
- Villez-sur-le-Neubourg
- Vitot